# Aron Elís Þrándarson
Aron Elís Þrándarson (Aron Elís Thrándarson), né le 10 novembre 1994 à Reykjavik, est un footballeur international islandais, qui évolue au poste de milieu offensif.

## Biographie

### Carrière en club
Le 6 octobre 2014, Aron Þrándarson signe un contrat de 3 ans avec l'équipe norvégienne de l'Aalesunds FK.

### Carrière internationale
Aron Þrándarson compte une sélection avec l'équipe d'Islande depuis 2016,. 
Il est convoqué pour la première fois en équipe d'Islande par les sélectionneurs nationaux Lars Lagerbäck & Heimir Hallgrímsson, pour un match amical contre les États-Unis le 31 janvier 2016. Il entre à la 46e minute de la rencontre, à la place de Kristinn Steindórsson. Le match se solde par une défaite 3-2 des islandais.

## Distinctions personnelles
- Meilleur buteur du Championnat d'Islande de D2 en 2013 (14 buts)

## Statistiques
| Saison                | Club                  | Championnat           | Championnat | Championnat | Coupe nationale | Coupe nationale | Coupe de la Ligue | Coupe de la Ligue | Islande | Islande | Total | Total |
| Saison                | Club                  | Division              | M.          | B.          | M.              | B.              | M.                | B.                | M.      | B.      | M.    | B.    |
| 2011                  | Víkingur Reykjavik    | Úrvalsdeild           | 9           | 2           | -               | -               | 2                 | 0                 | -       | -       | 11    | 2     |
| 2012                  | Víkingur Reykjavik    | 1. deild              | 15          | 1           | 2               | 1               | 1                 | 0                 | -       | -       | 18    | 2     |
| 2013                  | Víkingur Reykjavik    | 1. deild              | 14          | 14          | 3               | 1               | 4                 | 1                 | -       | -       | 21    | 16    |
| 2014                  | Víkingur Reykjavik    | Úrvalsdeild           | 16          | 5           | 4               | 2               | 5                 | 1                 | -       | -       | 25    | 8     |
| Sous-total            | Sous-total            | Sous-total            | 54          | 22          | 9               | 4               | 12                | 2                 | 0       | 0       | 75    | 28    |
| 2015                  | Aalesunds FK          | Tippeligaen           | 18          | 5           | 1               | 0               | -                 | -                 | -       | -       | 19    | 5     |
| 2016                  | Aalesunds FK          | Tippeligaen           | 13          | 1           | 2               | 0               | -                 | -                 | 1       | 0       | 16    | 1     |
| Sous-total            | Sous-total            | Sous-total            | 31          | 6           | 3               | 0               | 0                 | 0                 | 1       | 0       | 35    | 6     |
| Total sur la carrière | Total sur la carrière | Total sur la carrière | 85          | 28          | 12              | 4               | 12                | 2                 | 1       | 0       | 110   | 34    |